# Anders Østli
Anders Østli (født 8. januar 1983 i Fredrikstad) er en norsk fodboldspiller, der spiller for Sarpsborg 08 FF efter i en del år at have spillet i Danmark, senest i AC Horsens. 
Efter sæsonen 2011/12 valgte Østli ikke at forlænge kontrakten med SønderjyskE. Han spillede 106 superligakampe og scorede to mål for klubben. Sæsonen 2010/2011 scorede han tre selvmål, hvilket er rekord i Superligaen.